# 布蘭福德 (麻薩諸塞州)
布蘭福德（英語：Blandford）是一個位於美國麻薩諸塞州漢登縣的鎮。

## 人口
根據2020年美國人口普查的數據，布蘭福德的面積為138.40平方千米，當中陸地面積為133.60平方千米，而水域面積為4.80平方千米。當地共有人口1215人，而人口密度為每平方千米9人。